# Antamenes vorticosus
Antamenes vorticosus är en stekelart som först beskrevs av Giordani Soika 1943.  Antamenes vorticosus ingår i släktet Antamenes och familjen Eumenidae. Inga underarter finns listade i Catalogue of Life.